# Siku

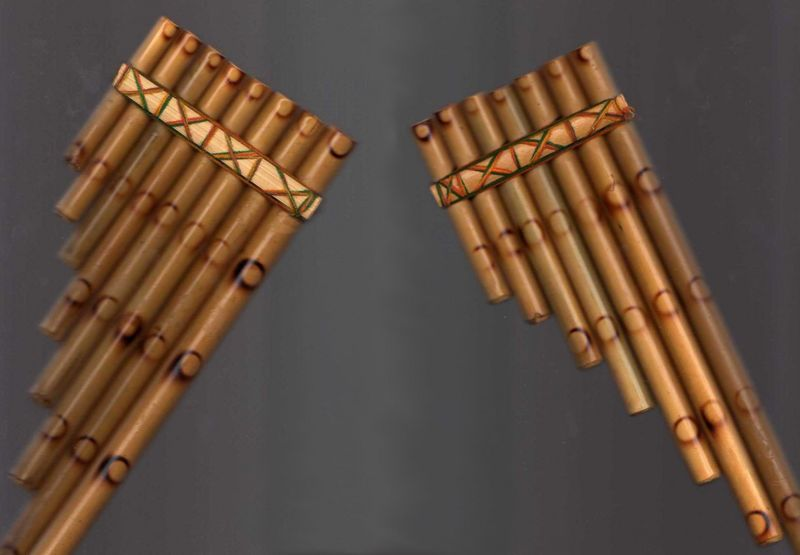
Typowe siku dwubiegunowe

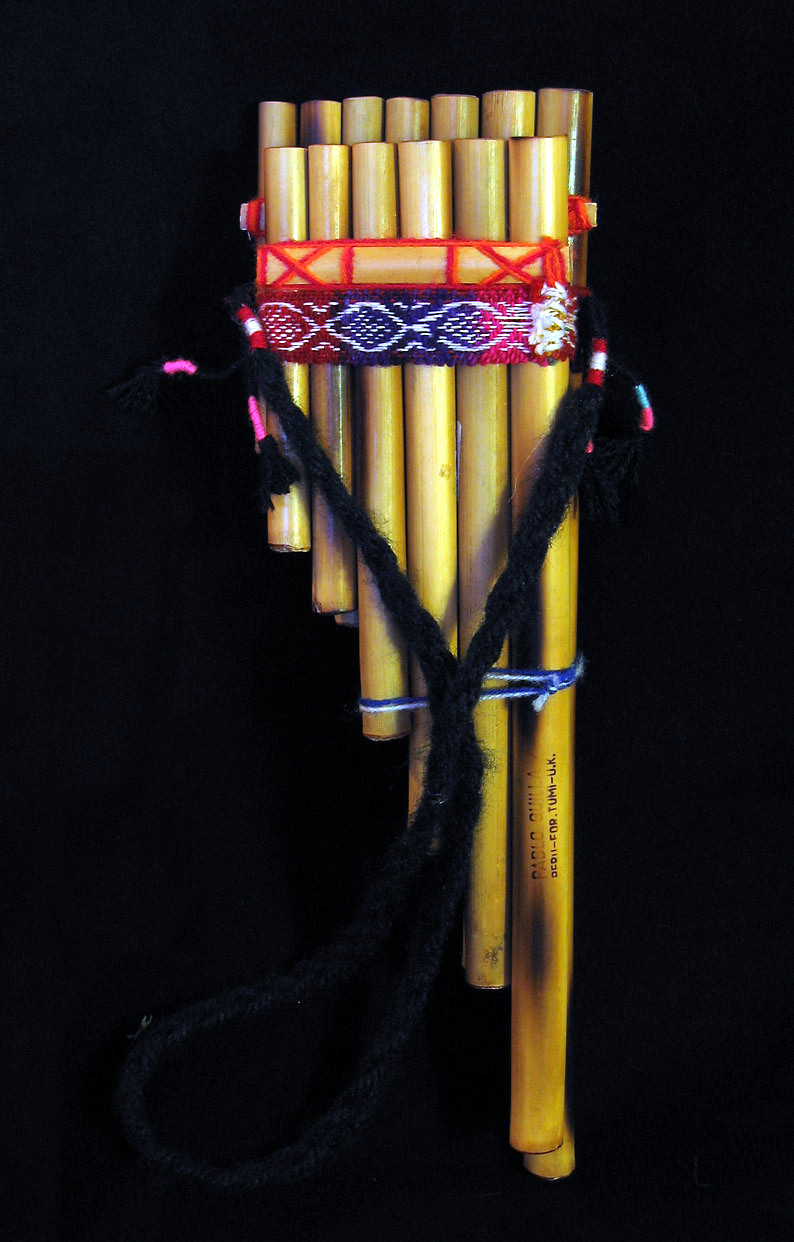
Sicu (malta siku).

Siku (z języka ajmara; hiszp. zampoña; keczua: antara) – tradycyjny andyjski instrument dęty, podobny do europejskiej fletni Pana. Składa się z sześciu lub siedmiu trzcin różnej długości. Pochodzi z czasów przedinkaskich. Znaleziska archeologiczne poświadczają jego istnienie w kulturach Moche i Nazca.